# Parlamento di Amburgo
Il Parlamento di Amburgo (in tedesco Hamburgische Bürgerschaft) è l'assemblea legislativa monocamerale della città-stato tedesca di Amburgo. Ha sede nel Municipio di Amburgo. I suoi 123 membri vengono eletti ogni quattro anni.